# 3 plus 1 s Miroslavem Donutilem
3 plus 1 s Miroslavem Donutilem je cyklus pořadů uváděných v letech 2004 až 2010 Českou televizí, jejichž protagonistou byl český herec Miroslav Donutil. Každý z dílů se skládal ze tří komediálně laděných povídek a jedné historky. Jednotlivé povídky konkrétního dílu měly vždy společný hlavní motiv, který se objevil i v názvu daného dílu.

## Díly a hlavní postavy pořadu
Během šestiletého uvádění pořadu bylo natočeno a odvysíláno celkem 21 dílů:
| Pořadí | Název dílu      | Povídky                    | Hl. postava ztvárněná M. Donutilem            | Povolání hl. postavy                                      | Představitelka manželky/partnerky            | Premiéra          |
| ------ | --------------- | -------------------------- | --------------------------------------------- | --------------------------------------------------------- | -------------------------------------------- | ----------------- |
| 1      | Zálety          | Náhodička                  | Rudolf Vaněček                                | ředitel                                                   | –                                            | 31. prosince 2004 |
| 1      | Zálety          | Víkend                     | Josef Bartoš                                  | vysokoškolský profesor                                    | Simona Stašová                               | 31. prosince 2004 |
| 1      | Zálety          | Don Juán                   | pan Karoušek                                  | majitel galerie                                           | Miluše Šplechtová                            | 31. prosince 2004 |
| 2      | Stáří           | Synáček                    | Jan Veselý                                    | důchodce                                                  | –                                            | 30. dubna 2005    |
| 2      | Stáří           | Jako kočka a pes           | Karel Zeman                                   | důchodce                                                  | Marie Málková                                | 30. dubna 2005    |
| 2      | Stáří           | Sám doma IV.               | pan Horák                                     | důchodce                                                  | Jana Altmannová (na fotografii jako zesnulá) | 30. dubna 2005    |
| 3      | Škola           | Hajzlík                    | učitel Dohnal                                 | učitel na ZŠ                                              | –                                            | 9. října 2005     |
| 3      | Škola           | Výlet                      | prof. Urpes                                   | učitel na gymnáziu                                        | Jana Paulová                                 | 9. října 2005     |
| 3      | Škola           | Reparát                    | prof. Kulatý                                  | učitel biologie                                           | Johanna Tesařová                             | 9. října 2005     |
| 3      | Škola           | Reparát                    | Ing. Böhm                                     | trenér juda                                               | –                                            | 9. října 2005     |
| 3      | Škola           | Reparát                    | pan ředitel                                   | ředitel gymnázia                                          | –                                            | 9. října 2005     |
| 4      | Štědrý večer    | Štědrý večer inženýra H.   | Ing. Jan Honzík                               | hoteliér                                                  | Libuše Šafránková                            | 25. prosince 2005 |
| 4      | Štědrý večer    | Štědrý večer navrátilce V. | JUDr. Čeněk Vosátko                           | právník                                                   | Simona Stašová                               | 25. prosince 2005 |
| 5      | Hory            | Celebrita                  | Jaromír Drozd                                 | inspektor ČOI                                             | –                                            | 4. června 2006    |
| 5      | Hory            | Zakázka                    | Michael Trávníček                             | učitel francouzšitny                                      | Martina Preissová                            | 4. června 2006    |
| 5      | Hory            | Nemotora                   | MUDr. Jan Junek                               | gynekolog                                                 | Lenka Vychodilová                            | 4. června 2006    |
| 6      | Lázně           | Vražedné překvapení        | Evžen Kacián                                  | kriminalista                                              | Zlata Adamovská                              | 3. září 2006      |
| 6      | Lázně           | Mistr                      | Prokop                                        | –                                                         | –                                            | 3. září 2006      |
| 6      | Lázně           | Prst a prstýnek            | František Chudoba                             | zloděj                                                    | Simona Postlerová                            | 3. září 2006      |
| 7      | Náhoda          | Čelem proti zdi            | Felix Filip                                   | violoncellista                                            | Simona Stašová                               | 11. února 2007    |
| 7      | Náhoda          | Noční tramvaj              | Karel                                         | pekař                                                     | Naďa Konvalinková                            | 11. února 2007    |
| 7      | Náhoda          | Expert                     | prof. Jarina                                  | vysokoškolský profesor                                    | Miluše Šplechtová                            | 11. února 2007    |
| 8      | Hajní a pytláci | Fotograf                   | Bořivoj                                       | fotograf                                                  | Vanda Károlyi                                | 17. června 2007   |
| 8      | Hajní a pytláci | Frajeřina                  | Jaroslav Duba                                 | –                                                         | Jitka Smutná                                 | 17. června 2007   |
| 8      | Hajní a pytláci | Stromeček                  | Karel Vokoun                                  | –                                                         | Jana Hubinská                                | 17. června 2007   |
| 9      | Sázky           | Šerif                      | pan starosta                                  | starosta obce                                             | –                                            | 30. září 2007     |
| 9      | Sázky           | Armando                    | Miloš                                         | –                                                         | Simona Stašová                               | 30. září 2007     |
| 9      | Sázky           | Kapitán                    | Mojmír Drobný                                 | herec                                                     | Jana Švandová                                | 30. září 2007     |
| 10     | Vinaři          | Poslední deci              | Dušan                                         | vinař                                                     | Miluše Bittnerová                            | 23. prosince 2007 |
| 10     | Vinaři          | Indiánské víno             | Viktor Koníček                                | vinař                                                     | Veronika Freimanová                          | 23. prosince 2007 |
| 10     | Vinaři          | Pozdní sběr                | Petr Čáp                                      | vysokoškolský profesor                                    | Hana Vagnerová a Simona Postlerová           | 23. prosince 2007 |
| 11     | Sběratelé       | Kostel                     | Milan Baštýř                                  | důchodce                                                  | Taťjana Medvecká                             | 30. března 2008   |
| 11     | Sběratelé       | Paměti                     | Kamil Kopřiva                                 | portýr                                                    | –                                            | 30. března 2008   |
| 11     | Sběratelé       | Hantec                     | pan Sedlmajer                                 | dělník, předváděč Hantecu                                 | –                                            | 30. března 2008   |
| 12     | Hypochondři     | Infarkt                    | MUDr. Miloš Odstrčil                          | internista                                                | Jitka Schneiderová (jako milenka)            | 1. června 2008    |
| 12     | Hypochondři     | Dárce                      | Josef Kos                                     | učitel na gymnáziu                                        | Simona Stašová                               | 1. června 2008    |
| 12     | Hypochondři     | Duet                       | František Merunka                             | zpěvák                                                    | Soňa Norisová                                | 1. června 2008    |
| 13     | Otcové a synové | Mendelovi                  | Řehoř Mendel                                  | –                                                         | Taťjana Medvecká                             | 5. října 2008     |
| 13     | Otcové a synové | Papahotel                  | prof. Hron                                    | vysokoškolský profesor                                    | Eva Holubová                                 | 5. října 2008     |
| 13     | Otcové a synové | Soutchán                   | Ing. Jiří Bauer                               | majitel dopravní firmy                                    | Miluše Šplechtová                            | 5. října 2008     |
| 14     | Inzeráty        | Pokrývač                   | Bedřich                                       | pokrývač                                                  | Eliška Balzerová                             | 28. prosince 2008 |
| 14     | Inzeráty        | Upratovačka                | Josef Kadlec                                  | skladník                                                  | Jana Švandová                                | 28. prosince 2008 |
| 14     | Inzeráty        | Kořeny                     | Jan Mička                                     | revizor                                                   | –                                            | 28. prosince 2008 |
| 15     | Otcové a dcery  | Stella Negro               | Emanuel                                       | notář                                                     | –                                            | 5. dubna 2009     |
| 15     | Otcové a dcery  | Paternita                  | Lumír Marvan                                  | herec                                                     | –                                            | 5. dubna 2009     |
| 15     | Otcové a dcery  | Majordomus                 | Leopold Stolař                                | pracovník u komunálních služeb, resp. ve firmě Casa Nuova | –                                            | 5. dubna 2009     |
| 16     | Návraty         | Změna je život             | Pavel                                         | –                                                         | Veronika Freimanová                          | 27. září 2009     |
| 16     | Návraty         | Straka                     | Miloš Svěcený                                 | logoped                                                   | Lenka Skopalová                              | 27. září 2009     |
| 16     | Návraty         | Vražda na vsi              | František alias Frank                         | –                                                         | Simona Stašová                               | 27. září 2009     |
| 17     | Silvestr        | Komparzista                | Antonín Klásek                                | komparzista v ČT, dělník ve šroubárně                     | Dita Kaplanová                               | 27. prosince 2009 |
| 17     | Silvestr        | Novoroční projev           | Luděk Vondra                                  | skladník                                                  | Simona Stašová                               | 27. prosince 2009 |
| 17     | Silvestr        | Cizí kluk                  | Josef                                         | –                                                         | –                                            | 27. prosince 2009 |
| 18     | Rybáři          | Rybníček                   | Aleš Pleskot                                  | –                                                         | Veronika Žilková                             | 14. února 2010    |
| 18     | Rybáři          | Štika                      | Kamil                                         | prodavač                                                  | Kateřina Brožová                             | 14. února 2010    |
| 18     | Rybáři          | Ženich                     | pan Daněk                                     | –                                                         | Jana Paulová                                 | 14. února 2010    |
| 19     | Smolaři         | Dvojčata                   | Vladimír Brázda a František Brázda (dvojrole) | řidiči autobusu                                           | Eva Horká a Hana Igonda Ševčíková            | 6. června 2010    |
| 19     | Smolaři         | Pechfógl                   | MUDr. Břetislav Perla                         | praktický lékař                                           | Nela Boudová                                 | 6. června 2010    |
| 19     | Smolaři         | Knoflík                    | Zdeněk                                        | nezaměstnaný, bezdomovec                                  | –                                            | 6. června 2010    |
| 20     | Houbaři         | Houbařský pes              | Bohumil Plašil                                | prodejce psů - podvodník                                  | –                                            | 15. srpna 2010    |
| 20     | Houbaři         | Gun Hill                   | Josef Kejhar                                  | provozní restaurace                                       | –                                            | 15. srpna 2010    |
| 20     | Houbaři         | Čtvrtý odboj               | Miloš Hanšpach                                | sanitář na sádrovně                                       | –                                            | 15. srpna 2010    |
| 21     | Dovolená        | Parohy na kole             | Karel Mareš                                   | –                                                         | Jitka Schneiderová                           | 19. prosince 2010 |
| 21     | Dovolená        | Ruty šuty Arizona          | Ing. Říha alias Rudý vlk                      | ředitel                                                   | Lenka Skopalová                              | 19. prosince 2010 |
| 21     | Dovolená        | Řecko není všecko          | Jan Procházka                                 | delegát CK                                                | –                                            | 19. prosince 2010 |